# Place Hérold
La place Hérold est un carrefour de Courbevoie.

## Situation et accès

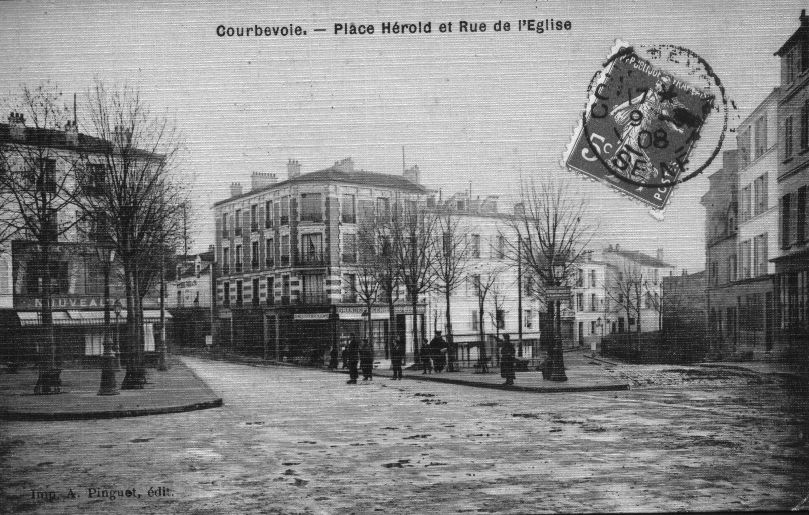
Courbevoie: Place Hérold et rue de l'Église, vers 1900.

La place se trouve au carrefour du boulevard Saint-Denis, de la rue de Colombes, de la rue de l'Alma et de la rue de l'Hôtel-de-Ville.
Elle est desservie par la gare de Courbevoie.

## Origine du nom
Elle honore le compositeur français Ferdinand Hérold (1791-1833).

## Historique

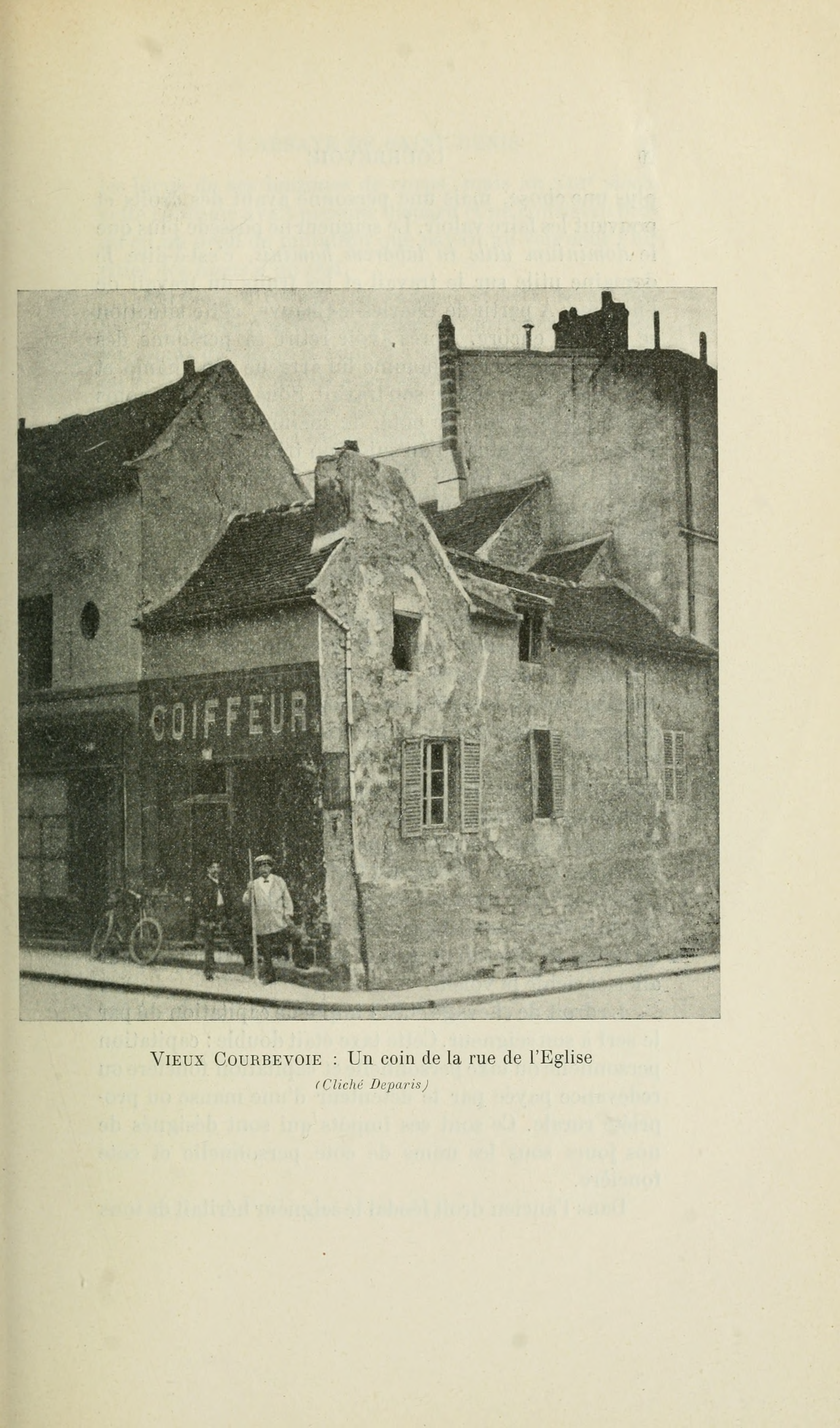
Un coin de la rue de l'église.

Dans les années 1960 a lieu une restructuration complète du quartier. Un espace de stationnement est créé sur le parvis de l'église, faisant disparaître des anciennes habitations et la rue de l'Église, rue où fut installée la première maison communale au début du XIXe siècle.
La place fut complètement dévastée lors du bombardement américain du 15 septembre 1943 qui visait entre autres l'usine des Lampes Z et détruisit trois-cents logements.
En 2018, cette place est transformée pour être rendue aux piétons, et le parvis renommé parvis de l'Abbé-Pierre.

## Bâtiments remarquables et lieux de mémoire
- L'église Saint-Pierre-Saint-Paul.

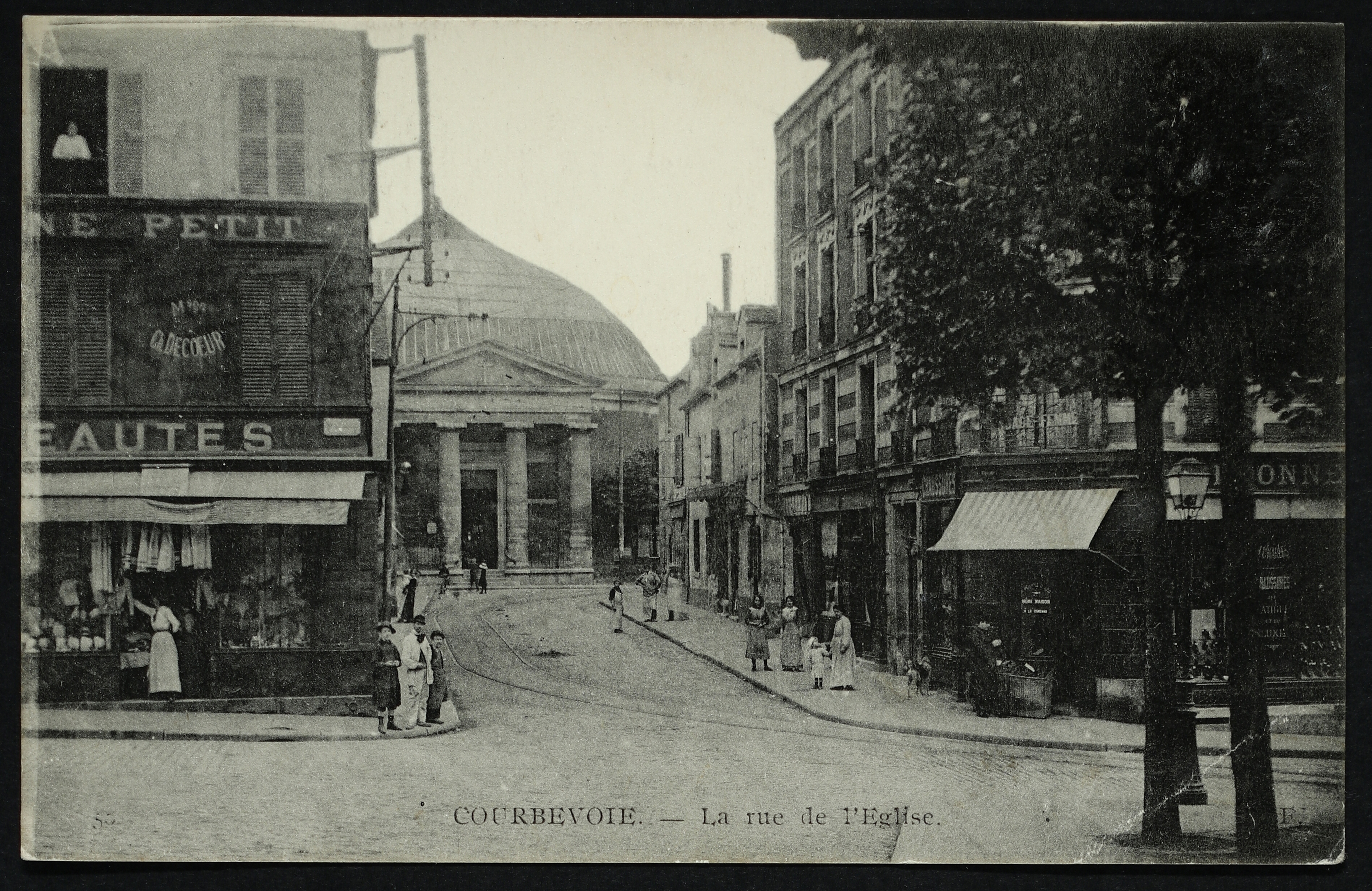
La rue de l'Église vers 1900.

- Des scènes du film Une aussi longue absence y furent tournées en 1961[9].